# 5. honvedska konjeniška divizija (Avstro-Ogrska)
5. honvedska konjeniška divizija (izvirno nemško 5. Honvéd-Kavallerie-Division) je bila konjeniška divizija avstro-ogrskega Honveda, ki je bila aktivna med prvo svetovno vojno.

## Organizacija
Maj 1914
- 19. honvedska konjeniška brigada
- 23. honvedska konjeniška brigada

## Poveljstvo
Poveljniki
- Ernst von Froreich: avgust 1914
- Samuel von Apór de Al-Tórja: avgust 1914 - avgust 1917
- Viktor von Mouillard: avgust 1917 - november 1918